# Alfred Schütz
Alfred Schütz (Vienna, 13 aprile 1899 – New York, 20 maggio 1959) è stato un filosofo e sociologo austriaco.
Filosofo delle scienze sociali di approccio fenomenologico e sociologo, è considerato come il fondatore dell'idea di una sociologia fenomenologica. È stato influenzato dalla sociologia comprensiva di Max Weber, dalle tesi sulla scelta e sulla temporalità di Henri Bergson e, soprattutto, dalla fenomenologia di Edmund Husserl e Max Scheler.
Dopo la sua immigrazione negli Stati Uniti, l'influenza del pragmatismo americano contribuisce a consolidare in lui l'interesse verso un empirismo che prende la forma di un'attenzione al mondo concreto e al mondo vissuto.

## Biografia
Nato a Vienna da una famiglia ebraica, Alfred Schütz conduce degli studi di diritto, economia e sociologia all'Università di Vienna, ottenendo nel 1921 la laurea in filosofia del diritto dopo avere scritto la sua dissertazione sotto la direzione di Hans Kelsen. Lavora in seguito come avvocato e ottiene nel 1927 un posto di segretario esecutivo alla Reitler and Company di Vienna, una ditta bancaria privata con attività internazionali. Parallelamente a questo attività, lavora come ricercatore indipendente e partecipa al Privatseminar fondato da Ludwig von Mises dove lega amicizie, in particolare con Felix Kaufmann, Fritz Machlup e Erich Vögelin. Il matrimonio con Ilse Heime, che sposò nel 1926, gli apportò un sostegno considerevole alla realizzazione della sua opera fondamentale intitolata "Der sinnhafte Aufbau der sozialen Welt. Eine Einleitung in die verstehende Soziologie", pubblicata nel 1932, nella quale Alfred Schütz attraverso la fenomenologia di Edmund Husserl pone per la prima volta le basi filosofiche alle scienze sociali ed in particolare alla sociologia.
Kaufmann fece conoscere Husserl a Schutz nel 1932, lo stesso anno della pubblicazione del volume Der sinnhafte Aufbau der sozialen Welt. A Friburgo, dove viveva Husserl, incontrò quelli che diverranno i principali esponenti della fenomenologia: Dorion Cairns, Eugen Fink, Ludwig Landgrebe. Schutz incontrò più volte Husserl, che lo riteneva un fenomenologo rigoroso “una delle poche persone che erano riuscite a penetrare il significato più profondo del suo lavoro” (Wagner 1983: 46). Husserl gli propose di diventare suo assistente ma Schutz rifiutò a causa dei suoi impegni di lavoro. Nel 1938, Schutz era a Parigi per lavoro, quando l’Austria venne occupata dalla Germania nazista. Dopo un anno da esule in Francia, nel 1939 emigrò definitivamente negli Stati Uniti, dove la Reitler aveva pianificato pochi anni prima il trasferimento. Nel 1943, grazie ai contatti col movimento fenomenologico americano, divenne docente part-time di sociologia alla New School for Social Research. Nel 1952, ottenne il posto di full professor, che gli permise di lasciare la Reitler per dedicarsi a tempo pieno alla ricerca e all’insegnamento. Alfred Schutz morì il 20 maggio 1959, stroncato da gravi disturbi cardiaci.

## Pensiero
Il suo pensiero è nato dalla fusione del pensiero weberiano con la filosofia di Edmund Husserl. La sfera alla quale si interessa maggiormente è quella quotidiana, fatta da routine, cioè da corsi di azione abitualizzati sui quali non ci fermiamo a riflettere; ogni sfera di vita sociale è composta da costruzioni di tipologie, dette anche sottouniversi. Il pensiero in cui siamo immersi è del senso comune, ossia il pensiero dell'ovvio, di conseguenza pensare senza porsi troppe domande. 
Schütz si affianca alla fenomenologia: cioè allo studio di ciò che appare; il soggetto non è semplicemente nel mondo, ma costituisce il mondo, dunque ciò che accade nel mondo è compreso attraverso categorie, questo comporta un risparmio a livello cognitivo.
Analizza l'azione come progetto e a tal proposito porta avanti una critica nei confronti della teoria weberiana dell'azione accusandolo di aver puntato l'attenzione esclusivamente sull'agire razionale secondo lo scopo che rappresenta la tappa di arrivo di tutto l'iter processuale che porta all'affermazione dell'azione nella sua totalità, impedendo quindi di comprendere il rapporto tra senso del produrre e senso del prodotto, tra auto comprensione ed eterocomprensione. La prima fase del processo che porta all'azione compiuta è la fase della volontarizzazione in cui il soggetto mostra la volontà di raggiungere un determinato scopo. La seconda fase è quella in cui l'azione si configura come azione in atto, la terza fase è quella in cui l'azione si manifesta come atto compiuto portando al raggiungimento dello scopo.
Ogni individuo nello stabilire rapporti con l'altro deve tener conto che esiste un universo di intenzionalità che appartiene agli stati più profondi di coscienza e che tutto ciò che si osserva rappresenta il punto di arrivo di un lungo iter che parte dalla coscienza individuale e trova il suo punto di arrivo nell'esplicazione del proprio atto compiuto che viene espresso esternamente attraverso delle razionalizzazioni, risultato di elaborazioni, visibili all'osservatore esterno, ma che in quanto prodotto elaborato, non rappresentano altro che un elemento superficiale di un complesso stato interno di coscienza. 
Fondamentale nella comprensione reciproca dei comportamenti è la gestualità che rappresenta il mezzo con il quale il soggetto manifesta le proprie intenzionalità nei confronti dell'interlocutore.
Pur riconoscendo l'esistenza di un lungo processo di affermazione dell'azione, sottolinea al tempo stesso l'impossibilità per il soggetto di conoscere interamente ciò che si trova nello stato profondo di coscienza dell'interlocutore e che rappresenta la fonte della sua azione. Ecco che allora le tipizzazioni risultano essere l'unico mezzo possibile per analizzare il comportamento di alter per l'impossibilità di ego di raggiungere un universo di cui solo alter è a conoscenza.

### Critica italiana
- Protti M. (1995), "Alfred Schütz. Fondamenti di una sociologia fenomenologica", Unicopli, Milano.
- Muzzetto L. (1997), Fenomenologia, Etnometodologia. Percorsi della teoria dell'azione, FrancoAngeli, Milano.
- Muzzetto L. (1999), “Il ‘Costruttivismo metodologico’ di Alfred Schütz”, in Sociologia e Ricerca Sociale, n. 60, pp. 23–49.
- Muzzetto L. (1999), Il pensiero sociologico classico, Working paper del DSS, Università degli studi di Pisa, Anno III, n. 6, Aprile.
- Muzzetto L. (2002), Il problema dell'intersoggettività e l'approccio dialogico, Working paper del Dipartimento di Scienze Sociali, ETS, Pisa.
- Muzzetto L. (2005), Frammenti di una teoria del sé in Schütz e Gurwitsch, in Muzzetto L., Segre S. (a cura di ), Prospettive sul Mondo della Vita. Sociologia Fenomenologica ed Etnometodologia: Materiali per un Confronto, FrancoAngeli, Milano.
- Muzzetto L. (2006), Il soggetto e il sociale. Alfred Schütz e il mondo taken for granted, Franco Angeli, Milano.
- Protti M. (2001), (a cura di), QuotidianaMente. Studi sull'intorno teorico di Alfred Schütz, Edizioni Pensa Multimedia, Lecce.
- Venturini R. (2001), Alfred Schütz e le province finite di significato, Working paper del Dipartimento di Scienze Sociali, Anno V, 10, Settembre.
- Venturini R. (2003), Ortega y Gasset, la realtà radicale e il sociale. Osservazioni schütziane, Edizioni Plus, Pisa.
- Venturini R. (2005), "Da Schütz a Cicourel: teoria dell'attore e metodologia di ricerca", in L. *Muzzetto e S. Segre (a cura di), Prospettive sul Mondo della Vita. Sociologia Fenomenologica ed Etnometodologia: Materiali per un Confronto, Franco Angeli, Milano.
- Venturini R. (2010), Lineamenti di una teoria della cultura in Alfred Schutz. Modelli culturali e veicoli del senso, Edizioni Arnus, Pisa.
- Venturini R. (2012), "Modelli culturali e veicoli del senso", in Quaderni di Teoria Sociale, n. 12, Morlacchi, Perugia.
- Sanna G.L. (2007), "Realizzazione etica del sé in Alfred Schütz. Tra pragmatismo e fenomenologia", Armando, Roma.